# Gvardinița
Gvardinița – wieś w Rumunii, w okręgu Mehedinți, w gminie Bălăcița. W 2011 roku liczyła 1112 mieszkańców.